# Petrella Tifernina
Petrella Tifernina (A Pëtrèllë in molisano) è un comune italiano di 1 007 abitanti della provincia di Campobasso in Molise.

## Storia

### Origini sannite
Si ipotizza che Petrella fosse sorta nel IV secolo a.C. come avamposto dei Sanniti, dati i ritrovamenti archeologici. Il territorio era dominato dai Frentani nella zona di Termoli e dai Pentri di Bovianom (Bojano), e l'agro di Petrella era compreso nel Contado di Fagifulae, oggi Montagano. Il villaggio antico sorgeva presso la località Piano della Vicenna, visti i ritrovamenti archeologici, dunque fuori dal colle dove nacque il borgo medievale attuale, durante il periodo di incastellamento. Tale villaggio dai Romani era detto Tifernum, per la vicinanza al fiume Biferno.

### Dal Medioevo al Settecento

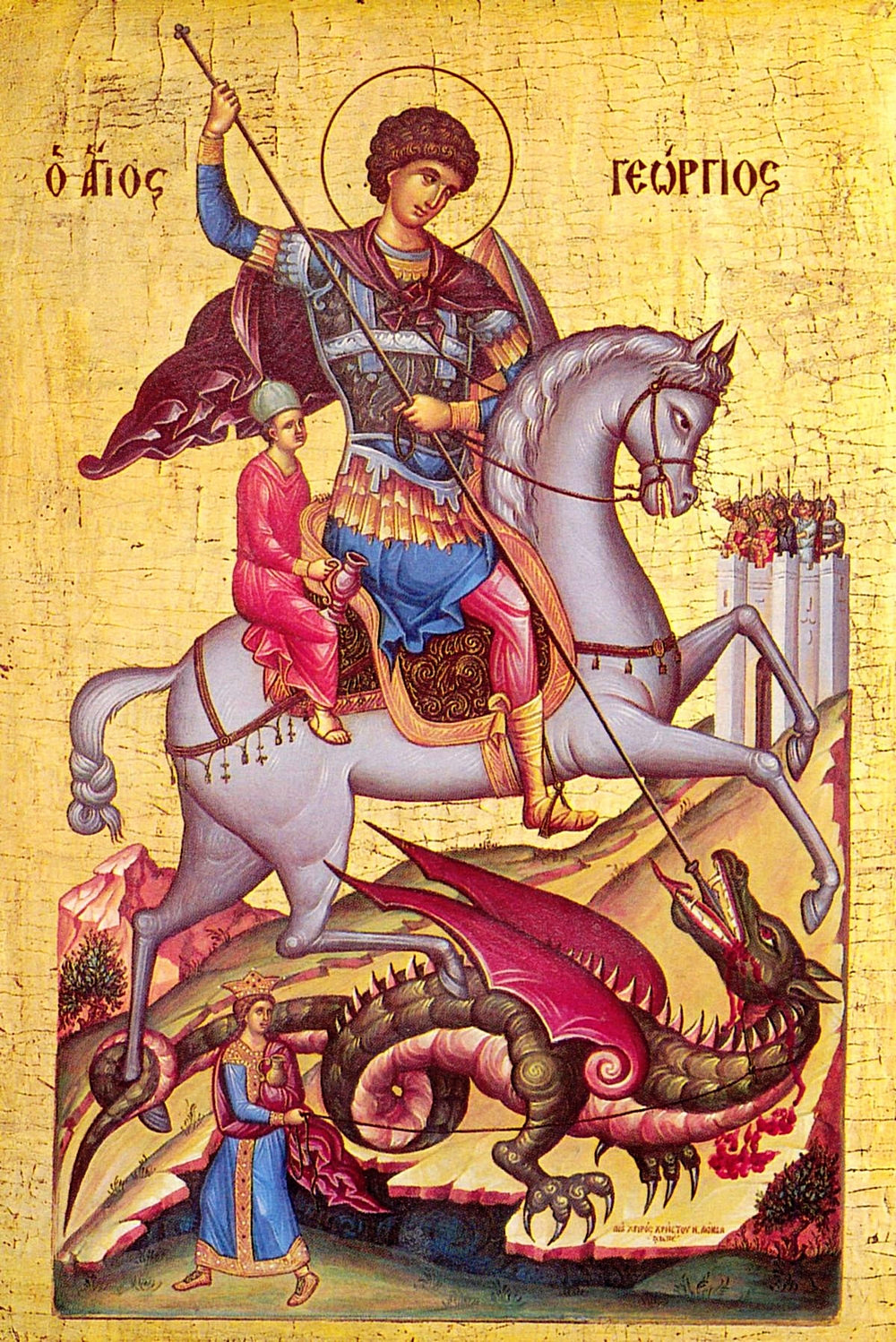
Immagine di San Giorgio, protettore di Petrella

Dopo la caduta di Roma, che conquistò il primo villaggio nel I secolo a.C. circa, il paese fu distrutto dai Vandali e dai Saraceni, fino alla conquista nel VI secolo di Zotone, primo duca di Benevento, visto che il territorio molisano fu accorpato nella Langobardia Minor. I Longobardi eressero un castello, nominato Rocca Petrella, primo nucleo del paese attuale. Esattamente con la venuta dei Longobardi, intorno al X secolo a Petrella fu portato il culto per San Giorgio, a cui fu dedicata la prima chiesa, ossia quella odierna, frutto di vari rifacimenti.
Il più antico documento di cui si parla del paese è la Pergamena montaganese del 1039.

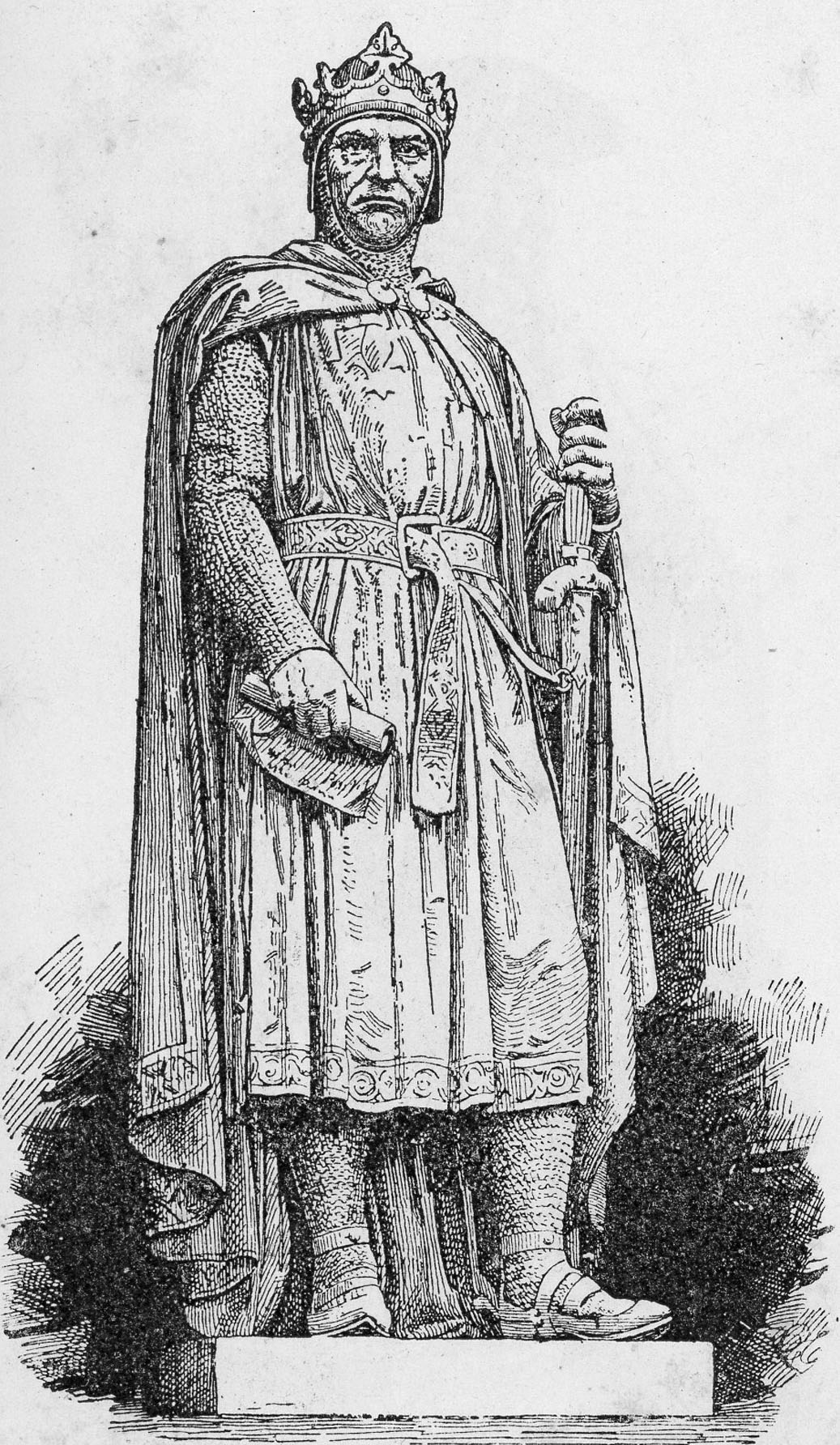
Carlo I di Napoli reclamò il feudo, dopo la caduta degli Svevi, concedendo Petrella a Pandolfo di Petris Grossis

Nel frattempo il territorio veniva riordinato nel Contado di Molise, ex circondario del castaldato longobardo di Bojano. Tale Contado nel periodo degli Svevi (XIII secolo) fu unito al Giustizierato d'Abruzzo con capitale Sulmona, successivamente ripartito nel settore della Terra di Lavoro.
Dal passaggio del dominio svevo a quello angioino non ci sono molte notizie, tranne che Petrella nel 1270 veniva ceduta da Carlo I d'Angiò a Pandolfo di Pietro De Grossis, mentre la zona della Rocca andava a Tommaso di Agnone. Tuttavia già 9 anni dopo, sempre per intercessione di Carlo, il feudo passò ad altri signori, ed era uno dei più fiorenti del Molise per le campagne circostanti. Nel '400 la famiglia Stella fu feudataria, finché nel 1443 passò ai De Sangro per concessione di Alfonso I d'Aragona, e di seguito Petrella venne venduta a Camillo Mormile per 13 000 ducati.
Nel 1456 il paese fu danneggiato da un grave terremoto che sconvolse gran parte del Molise, verificatosi tra le montagne del Matese e Pontelandolfo. Nel 1562 il paese passò a Raimondo Carafa, nuovo padrone, fino alla vendita nel 1570 ai Pignatelli. Per un secolo intero Petrella non avrà padroni fissi, ma sarà continuamente ceduta a famiglie della zona di Termoli e Larino.

### Dal Settecento al 1861
Come detto, Petrella andrà in mano a vari signori, e una prima battuta di arresto nella bolgia del feudalesimo si ebbe nel 1799, durante la Repubblica Partenopea, quando i feudatari erano i Pulce da Montepulciano. Lo smembramento del Molise assegnò a Petrella il posto nel cantone di Campobasso, e con l'abolizione del feudalesimo nel 1806, a Petrella si costituirono associazioni della terra con capi uomini dell'alta borghesia. Nacque così il latifondo, e Petrella non uscì gravata al livello sociale ed economico, dopo la fine del feudalesimo, tanto che il Molise, con legge speciale, fu staccato dalla Capitanata di Foggia, e nel 1808 il paese divenne comune. Nel 1837 si verificò un'epidemia di colera, e il Comune denunciava vari problemi di amministrazione sociale, come la questione di creare scuole e biblioteche per l'acculturazione dei contadini e della popolazione con basso livello di alfabetizzazione. Il colera si ripresenta nel 1854, uccidendo molta gente.
Durante i moti per perpetuare l'Unità d'Italia, a Petrella non si registrarono casi particolari di atteggiamento bellicoso, e il comune nel 1861 continuò a mantenere l'autonomia, malgrado il Molise avesse perduto l'autonomia, venendo aggregato all'Abruzzo, in una regione che fino al 1963 sarà chiamata "Abruzzi e Molise".

### Dal Novecento ai giorni nostri
Nel 1862 fu aggiunto "Tifernina" al nome di Petrella, per evitare casi di omonimia con altri comuni, facendo riferimento al fiume Biferno, presso cui sorgeva Tifernum. Il nuovo governo piemontese tuttavia non seppe rispondere, poiché le aspettative erano buone, alle esigenze della popolazione, e così nel 1870 si sviluppò nella comunità il fenomeno migratorio al nord.
Per far fronte al problema di isolamento del paese e per concentrare le amministrazioni in una sola unità, durante il fascismo, nel 1940 si propose di costruire un nuovo paese chiamato Castellini Nuovo, unendo Petrella e Castellino del Biferno, ma non se ne fece nulla. 
Negli anni della seconda guerra mondiale, tra il 1940 e il 1943, Petrella Tifernina fu uno dei comuni del Molise destinati dalle autorità fasciste ad accogliere profughi ebrei in internamento civile. Con l'arrivo dell'esercito alleato nel settembre 1943, gli internati riuscirono tutti a raggiungere i territori liberati del Sud Italia.
Nel 1946 ci furono le elezioni per decidere l'Italia monarchica o repubblicana. A Petrella vinse il secondo partito, tuttavia ugualmente per problemi di isolamento e politiche che non hanno saputo ascoltare le esigenze dei cittadini, negli anni '60 è ripreso il flusso migratorio. Attualmente Petrella sta concentrando le sue forze sul turismo, e sulla valorizzazione del campo agricolo per uno sviluppo sostenibile.

### Simboli

Stemma comunale di Petrella, con l'immagine di San Michele

Lo stemma e il gonfalone sono stati concessi con decreto del presidente della Repubblica del 10 marzo 1978.
Nello stemma è raffigurato, in campo azzurro, san Michele arcangelo che tiene nella mano destra una spada e nella sinistra una bilancia.
Il gonfalone è un drappo di giallo.

## Monumenti e luoghi d'interesse

### Chiesa di San Giorgio Martire
La chiesa dedicata a San Giorgio Martire, patrono di Petrella, risale al XII secolo. La chiesa in stile romanico nel 1901 è stata dichiarata monumento nazionale.

Il portale principale e i due laterali presentano un importante apparato decorativo scultoreo.

L'interno della chiesa si presenta suddiviso in tre navate chiuse dalle rispettive absidi. Le navate sono suddivise da due colonnati asimmetrici, i capitelli sono decorati con motivi simili a quelli presenti all'esterno della chiesa. All'interno della chiesa spicca il fonte battesimale monolitico emisferico anch'esso riccamente decorato. Sono inoltre presenti diversi altari e una cripta dedicata a San Giorgio.

Affiancato al complesso monumentale c'è il campanile alto circa 30 m.

Il bene è ottimamente conservato e visitabile con servizio di guide grazie alla locale Associazione Culturale Mysteria Templi.

### Altri luoghi d'interesse
- A Petrella Tifernina si trova l'unico esemplare mediterraneo di caerdroia, scoperta dallo storico Mario Ziccardi.[9]

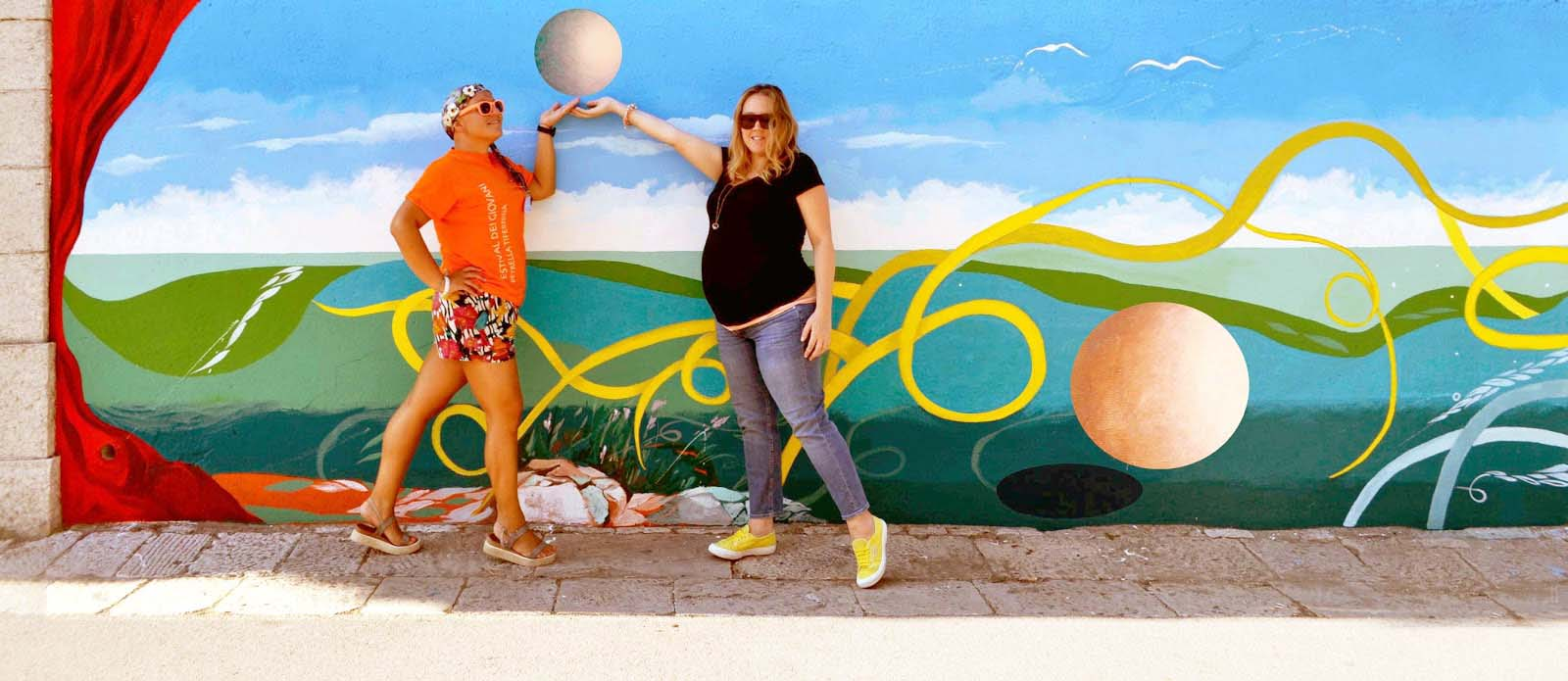
Murale a Petrella Tifernina realizzato dall'artista Massimo Nardi per Nuovi Orizzonti

- Sono cinque i murales realizzati dall'artista Massimo Nardi per la Comunità di Nuovi Orizzonti, Petrella diventa un museo a cielo aperto il primo murale è stato realizzato nel 2016 durante un suo workshop del Festival Gioia Piena.

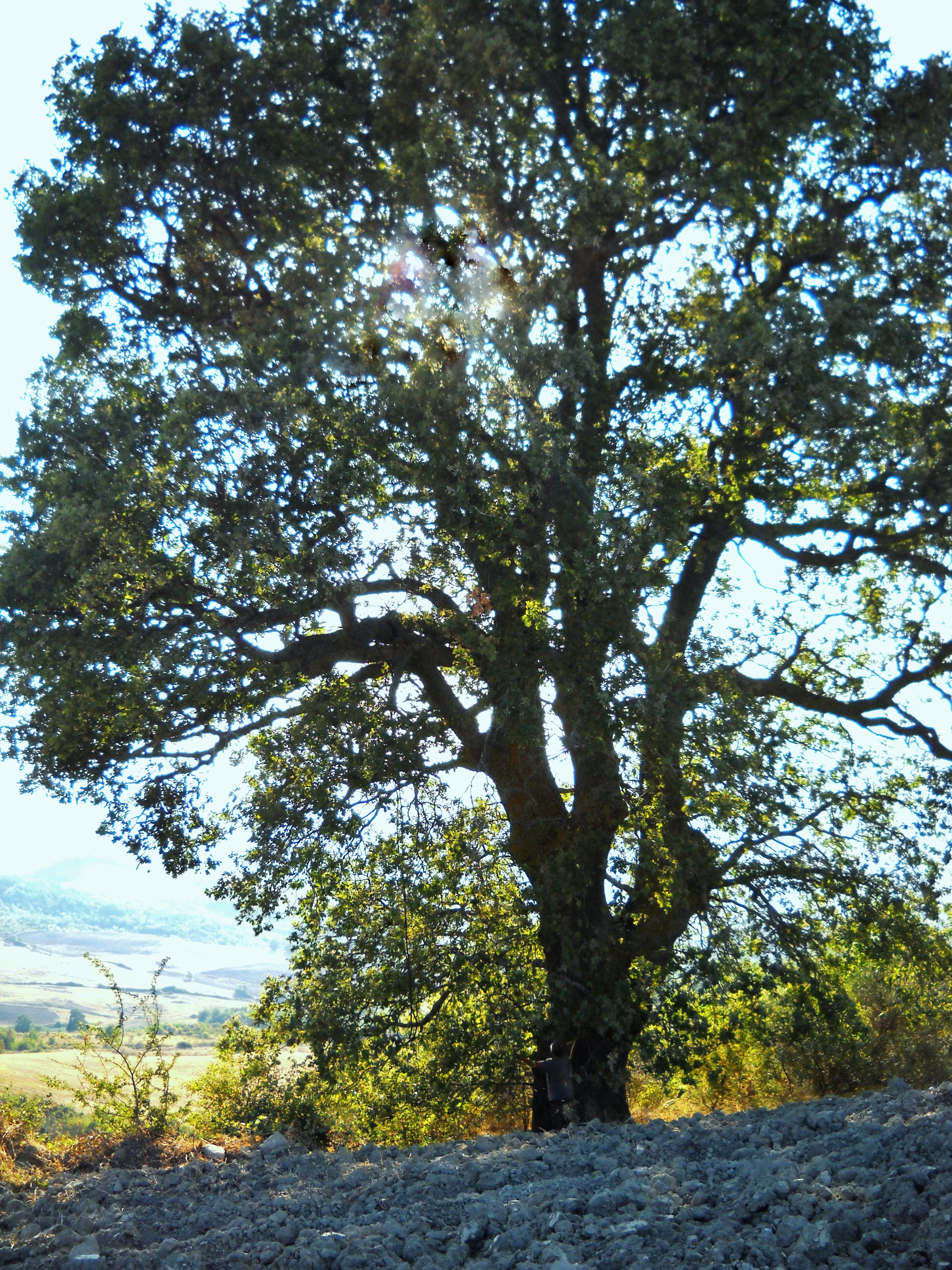
Roverella monumentale nell'agro di Petrella Tifernina

## Società

### Evoluzione demografica
Abitanti censiti

## Cultura

### Cinema
Il paese viene espressamente citato due volte nel film di Fabio Volo Il giorno in più (2011) ed è inoltre teatro delle riprese di alcune scene del film di Checco Zalone Sole a catinelle (2013).

## Amministrazione
Di seguito è presentata una tabella relativa alle amministrazioni che si sono succedute in questo comune.
| Periodo        | Periodo        | Primo cittadino         | Partito                            | Carica  | Note   |
| -------------- | -------------- | ----------------------- | ---------------------------------- | ------- | ------ |
| 29 maggio 1985 | 22 maggio 1990 | Antonio Angelo Di Lallo | Partito Comunista Italiano         | Sindaco | [ 11 ] |
| 22 maggio 1990 | 24 aprile 1995 | Antonio Angelo Di Lallo | Partito Comunista Italiano         | Sindaco | [ 11 ] |
| 24 aprile 1995 | 14 giugno 1999 | Antonio Angelo Di Lallo | Partito Democratico della Sinistra | Sindaco | [ 11 ] |
| 14 giugno 1999 | 14 giugno 2004 | Domenico Marinelli      | lista civica                       | Sindaco | [ 11 ] |
| 14 giugno 2004 | 8 giugno 2009  | Domenico Marinelli      | lista civica                       | Sindaco | [ 11 ] |
| 8 giugno 2009  | 26 maggio 2014 | Fulvio Di Lisio         | lista civica                       | Sindaco | [ 11 ] |
| 26 maggio 2014 | 27 maggio 2019 | Alessandro Amoroso      | lista civica Il melograno          | Sindaco | [ 11 ] |
| 27 maggio 2019 | 9 giugno 2024  | Alessandro Amoroso      | lista civica Il melograno          | Sindaco | [ 11 ] |
| 9 giugno 2024  | in carica      | Alessandro Amoroso      | lista civica Il melograno          | Sindaco | [ 11 ] |